# Stephanopyga
Stephanopyga là một chi bướm đêm thuộc phân họ Tortricinae của họ Tortricidae.

## Các loài
- Stephanopyga legnota Diakonoff, 1988